# Colombia's Next Top Model (mùa 2)
Colombia's Next Top Model, Mùa 2 là mùa thứ hai của Colombia's Next Top Model. Chương trình được sản xuất bởi kênh truyền hình Caracol TV vào ngày 13 tháng 1 năm 2014.
Người chiến thắng của mùa này là Yuriko Londoño, 21 tuổi từ Bucaramanga. Cô giành được:
- 1 hợp đồng với Chica Águila trong 1 năm
- Lên ảnh bìa và 6 trang biên tập cho tạp chí Cromos
- Giải thưởng tiền mặt trị giá $100.000.000
- 1 chiếc xe mới

## Thí sinh
| Thí sinh          | Tuổi | Chiều cao               | Quê quán     | Bị loại ở | Hạng |
| ----------------- | ---- | ----------------------- | ------------ | --------- | ---- |
| Vanessa Parra     | 25   | 1,74 m (5 ft 8+1⁄2 in)  | Medellín     | Tập 2     | 16   |
| Jessica Mata      | 21   | 1,70 m (5 ft 7 in)      | Bogotá       | Tập 3     | 15   |
| Carolina Calvo    | 22   | 1,75 m (5 ft 9 in)      | Barranquilla | Tập 5     | 14   |
| Titi Ramírez      | 22   | 1,77 m (5 ft 9+1⁄2 in)  | Cali         | Tập 7     | 13   |
| Tuti Vega         | 21   | 1,75 m (5 ft 9 in)      | Valledupar   | Tập 9     | 12   |
| Camila Quintero   | 21   | 1,75 m (5 ft 9 in)      | Medellín     | Tập 11    | 11   |
| Johana Ríos       | 25   | 1,76 m (5 ft 9+1⁄2 in)  | Cali         | Tập 13    | 10   |
| Katherine Moscoso | 23   | 1,74 m (5 ft 8+1⁄2 in)  | Rovira       | Tập 15    | 9    |
| Cristina López    | 22   | 1,71 m (5 ft 7+1⁄2 in)  | Medellín     | Tập 20    | 8–5  |
| Dayana Delgado    | 26   | 1,70 m (5 ft 7 in)      | Cúcuta       | Tập 20    | 8–5  |
| Estefanía Infante | 21   | 1,70 m (5 ft 7 in)      | Cúcuta       | Tập 20    | 8–5  |
| Vanessa Ferraro   | 21   | 1,79 m (5 ft 10+1⁄2 in) | Barranquilla | Tập 20    | 8–5  |
| Juliana Moreno    | 25   | 1,78 m (5 ft 10 in)     | Medellín     | Tập 20    | 4–2  |
| Lilibeth Romero   | 21   | 1,77 m (5 ft 9+1⁄2 in)  | Cúcuta       | Tập 20    | 4–2  |
| Lina Cardona      | 23   | 1,70 m (5 ft 7 in)      | Medellín     | Tập 20    | 4–2  |
| Yuriko Londoño    | 21   | 1,72 m (5 ft 7+1⁄2 in)  | Bucaramanga  | Tập 20    | 1    |

## Thứ tự gọi tên
| 1  | Johana                                                                         | Tuti       | Estefanía  | Lina       | Juliana    | Yuriko     | Lina              | Lilibeth   | Yuriko                               | Yuriko                |  |  |  |  |  |  |  |  |  |
| 2  | Carolina Cristina Dayana Estefanía Jessica Juliana Lina Tuti Vanessa F. Yuriko | Vanessa F. | Lina       | Yuriko     | Camila     | Vanessa F. | Vanessa F. Yuriko | Juliana    | Lina                                 | Juliana Lilibeth Lina |  |  |  |  |  |  |  |  |  |
| 3  | Carolina Cristina Dayana Estefanía Jessica Juliana Lina Tuti Vanessa F. Yuriko | Juliana    | Dayana     | Johana     | Yuriko     | Juliana    | Vanessa F. Yuriko | Vanessa F. | Lilibeth                             | Juliana Lilibeth Lina |  |  |  |  |  |  |  |  |  |
| 4  | Carolina Cristina Dayana Estefanía Jessica Juliana Lina Tuti Vanessa F. Yuriko | Dayana     | Tuti       | Vanessa F. | Estefanía  | Lina       | Cristina          | Yuriko     | Juliana                              | Juliana Lilibeth Lina |  |  |  |  |  |  |  |  |  |
| 5  | Carolina Cristina Dayana Estefanía Jessica Juliana Lina Tuti Vanessa F. Yuriko | Johana     | Lilibeth   | Cristina   | Lilibeth   | Estefanía  | Juliana           | Estefanía  | Cristina Dayana Estefanía Vanessa F. |                       |  |  |  |  |  |  |  |  |  |
| 6  | Carolina Cristina Dayana Estefanía Jessica Juliana Lina Tuti Vanessa F. Yuriko | Lina       | Yuriko     | Camila     | Katherine  | Dayana     | Katherine         | Lina       | Cristina Dayana Estefanía Vanessa F. |                       |  |  |  |  |  |  |  |  |  |
| 7  | Carolina Cristina Dayana Estefanía Jessica Juliana Lina Tuti Vanessa F. Yuriko | Titi       | Katherine  | Lilibeth   | Vanessa F. | Johana     | Dayana            | Dayana     | Cristina Dayana Estefanía Vanessa F. |                       |  |  |  |  |  |  |  |  |  |
| 8  | Carolina Cristina Dayana Estefanía Jessica Juliana Lina Tuti Vanessa F. Yuriko | Cristina   | Cristina   | Estefanía  | Dayana     | Lilibeth   | Estefanía         | Cristina   | Cristina Dayana Estefanía Vanessa F. |                       |  |  |  |  |  |  |  |  |  |
| 9  | Carolina Cristina Dayana Estefanía Jessica Juliana Lina Tuti Vanessa F. Yuriko | Carolina   | Juliana    | Juliana    | Cristina   | Katherine  | Lilibeth          | Katherine  |                                      |                       |  |  |  |  |  |  |  |  |  |
| 10 | Carolina Cristina Dayana Estefanía Jessica Juliana Lina Tuti Vanessa F. Yuriko | Lilibeth   | Camila     | Katherine  | Lina       | Cristina   | Johana            |            |                                      |                       |  |  |  |  |  |  |  |  |  |
| 11 | Carolina Cristina Dayana Estefanía Jessica Juliana Lina Tuti Vanessa F. Yuriko | Katherine  | Johana     | Dayana     | Johana     | Camila     |                   |            |                                      |                       |  |  |  |  |  |  |  |  |  |
| 12 | Katherine                                                                      | Yuriko     | Vanessa F. | Tuti       | Tuti       |            |                   |            |                                      |                       |  |  |  |  |  |  |  |  |  |
| 13 | Titi                                                                           | Estefanía  | Titi       | Titi       |            |            |                   |            |                                      |                       |  |  |  |  |  |  |  |  |  |
| 14 | Camila                                                                         | Camila     | Carolina   |            |            |            |                   |            |                                      |                       |  |  |  |  |  |  |  |  |  |
| 15 | Lilibeth                                                                       | Jessica    |            |            |            |            |                   |            |                                      |                       |  |  |  |  |  |  |  |  |  |
| 16 | Vanessa P.                                                                     |            |            |            |            |            |                   |            |                                      |                       |  |  |  |  |  |  |  |  |  |

     Thí sinh được miễn loại
     Thí sinh bị loại
     Thí sinh chiến thắng cuộc thi
- Tập 1 là tập casting.
- Trong tập 2, Johana được miễn loại vì đã thể hiện tốt nhất trong buổi chụp hình. Buổi loại trừ cho tuần đó được dựa trên phiếu bầu của thí sinh. Vanessa P. đã bị loại vì nhận được số phiếu bầu cao nhất là 7. Lilibeth nhận được 5 phiếu, Camila 2, còn Katherine & Titi nhận được 1 phiếu.
- Trong tập 3, Tuti được miễn loại vì đã thể hiện tốt nhất trong buổi chụp hình.
- Sau tập 3, việc loại trừ sẽ diễn ra sau 2 tập. Cô gái có phần thể hiện tốt nhất cho mỗi lần chụp hình sẽ được miễn loại trước buổi đánh giá.
- Trong các tập 16-19, chương trình đã tạm dừng việc loại trừ để kéo dài cuộc bỏ phiếu để quyết định top 4 trong đêm chung kết trực tiếp.
- Tập 20 là đêm chung kết trực tiếp. Top 4 được quyết định từ cuộc bỏ phiếu. Và từ 4 thí sinh còn lại, ban giám khảo sẽ xác định người chiến thắng.

### Buổi chụp hình
- Tập 1: Manơcanh theo nhóm (casting)
- Tập 2: Ảnh chân dung vẻ đẹp với côn trùng và bò sát
- Tập 3: Người cá trên thuyền cá
- Tập 4: Bị bao vây bởi bàn tay thây ma
- Tập 5: Vũ công carnaval trước tượng Chúa Kitô Cứu Thế
- Tập 6: Cầu thủ bóng đá vòng quanh thế giới
- Tập 7: Tạo dáng trong bãi rác
- Tập 8: Khỏa thân và bị bao phủ bằng sôcôla
- Tập 9: Lãng mạn với người lập dị trong nghĩa trang
- Tập 10: Động vật trong rừng
- Tập 11: Đôi mắt ở lưng chừng mép nước
- Tập 12: Ảnh quảng cáo cho Palmolive
- Tập 13: Ảnh trắng đen đấm bốc theo cặp
- Tập 14: Cô dâu trên thuyền; Áo tắm dưới nước với vải và mũ lặn
- Tập 15: Áo tắm ở bãi biển cho Chica Águila
- Tập 16: Tạo dáng với vòi nước phun nước màu; Ảnh chân dung vui vẻ và buồn bã
- Tập 17: Nữ cao bồi trượt tuyết cho Speed Stick; Tác hại của khói thuốc
- Tập 18: Chú dơi lộn ngược; Ảnh trắng đen tạo dáng trên người mẫu nam
- Tập 19: Chiến binh Amazon; Eva trong vườn Eden